# Selecció d'hoquei sobre patins masculina de l'Argentina
La selecció d'hoquei sobre patins masculina de l'Argentina és l'equip masculí que representa la Confederació Argentina del Patí (CAP) en competicions internacionals d'hoquei sobre patins. La CAP es va fundar l'any 1956.
Ha guanyat el campionat del món en sis ocasions i la Copa Amèrica en dues, així com dotze camnpionats sud-americans i nou panamericans.
És la única selecció que guanyat una medalla d'or al Jocs Olímpics, ja que es va imposar en la única ocasió que aquesta disciplina va ser olímpica, al Jocs Olímpics de Barcelona l'any 1992.

## Palmarès
- 1 Jocs Olímpics: 1992
- 6 Campionats del Món : 1978, 1984, 1995, 1999, 2015 i 2022
- 12 Campionats Sud-americans: 1959, 1963, 1967, 1971, 1975, 1977, 1981, 1984, 1985, 1987, 2004 i 2022
- 9 Campionas Panamericans: 1979, 1987, 1991, 1993, 1995, 2005, 2011, 2018 i 2024
- 2 Copes Amèrica: 2007 i 2008
- 4 Copes de les Nacions: 1989, 1993,[2] 2017 i 2024